# Болгарія на зимових Олімпійських іграх 1980
Десята зимова Олімпіада у історії Болгарії принесла державі першу олімпійську медаль.

## Медалісти
- Лижні гонки, чоловіки — Іван Лебанов (бронза)